# Barta'a
Barta'a (en árabe: برطعة‎: , hebreo: בַּרְטַּעָה: בַּרְטַּעָה) es una ciudad dividida entre Israel y Palestina que se expande a ambos lados de la Línea Verde, a unos tres kilómetros al este del Uadi Ara, entre las ciudades israelíes de Afula y Hadera, en una zona mayoritariamente árabe conocida como el Triángulo. La ciudad ha crecido en dos laderas opuestas separadas por un riachuelo, el Wadi al-Umiya.
La Barta'a occidental (Barta'a al-Gharbiyah) se encuentra en el distrito de Haifa, en Israel, y forma parte del concejo local de Basma. Sus 4.700 habitantes son ciudadanos árabes de Israel.
La Barta'a oriental (Barta'a al-Sharkiyah) se encuentra al norte de la Gobernación de Yenín, en la región de Cisjordania del Estado de Palestina. Según los Acuerdos de Oslo, la Barta'a palestina se ubica en la denominada Zona C, de control militar y administrativo israelí. A mediados de 2023, la Oficina Central de Estadísticas de Palestina calculaba en 5.370 el número aproximado de habitantes para la Barta'a palestina, de los que un 30 o 40 por ciento tienen nacionalidad israelí, mientras que el resto portan pasaporte palestino.

## Etimología
La aldea recibió su nombre de un hawali (hombre santo), el Jeque Muhammad, enterrado en la cumbre de una de las colinas en cuyas laderas se asienta el municipio. El Jeque Muhammad fue un explorador del ejército de Saladino en sus campañas contra los cruzados. Cuando volvía victorioso de las batallas realizaba notorios gestos de júbilo, por lo que la gente dio en llamarlo bart’a ash-Sheikh, “el jeque que salta de alegría”.

## Historia
En 1882, durante la época de control otomano, el Estudio de Palestina Occidental del Fondo para la Exploración de Palestina describió Barta'a como "un pueblo árabe en ruinas en lo alto de una colina, con un manantial en el valle que queda al norte, a unos 400 pies más abajo." El pueblo de Barta'a fue fundado a mediados del siglo XIX por miembros de la tribu Kabha, cuya antigüedad data al menos del siglo XVIII. Según la tradición oral, la tribu se trasladó a mediados de dicho siglo de Beit Jibrin a Ya'bad. Bien entrado el siglo XIX, algunos de los miembros de este clan abandonaron Ya'bad en busca de una zona donde vivir y compraron tierras en Barta'a, donde encontraron un manantial y pastos. Con el tiempo, Barta'a se desarrolló y se vio rodeada pueblos satélite, también pertenecientes a miembros de la tribu Kabha: Umm al-Qutuf, 'Ein al-Sahala, Wadi' Ara y Tura al-Arabiya.
En el censo de Palestina de 1922, llevado a cabo por las autoridades del mandato británico de Palestina, Barta'a tenía una población de 468 habitantes, todos ellos musulmanes. Esta cifra había crecido en el censo de 1931, cuando 692 personas fueron censadas en la localidad (una vez más, todas musulmanas), que vivían en 94 hogares.
En 1945, Barta'a (incluida Khirbat Tura el Gharbiya) tenía una población de aproximadamente 1.000 musulmanes y un total de 20.499 dunams (20,5 kilómetros cuadrados) de superficie, según un estudio oficial de tierra y población. De estos, 464 dunams se usaban para plantaciones y tierras de regadío, mientras que 1.957 dunams estaban dedicados a cereales y otros 1.900 eran tierra no cultivable.

### Israel - Ocupación jordana
Tras la guerra árabe-israelí de 1948, la aldea de Barta'a quedó dividida por la línea del armisticio de 1949. La parte noroccidental (que contaba con unos 500 habitantes, un tercio del total) quedó bajo control israelí, mientras que la parte suroriental (con unos 1.000 habitantes) se mantuvo bajo control jordano. Cuando se diseñaron las líneas del armisticio de 1949, Barta’a era una aldea tan pequeña que no salía en los mapas, por lo que nadie advirtió que las fronteras recién creadas, basadas en el trazado natural de un riachuelo llamado Wadi al-Umiya, partirían el pueblo en dos. El manantial del pueblo quedó del lado israelí, y la mezquita del lado jordano. La distancia entre las casas de la Barta'a israelí y la Barta'a jordana era de apenas unas docenas de metros, y en algunos lugares de tan solo unos cuantos metros.
Durante los primeros años posteriores a la división de la aldea, sus habitantes podían moverse libremente de un lado a otro de esta. Los residentes solían ir a la mezquita situada del lado jordano, y había un solo mukhtar a cargo de ambos lados de la aldea. Por todo esto, la ciudad se convirtió en un punto de encuentro ideal entre los palestinos que habían quedado del lado israelí de la frontera y aquellos que habían huido o habían sido expulsados a Jordania. De 1949 a 1967, el acceso de una parte de la ciudad a la otra se fue haciendo cada vez más difícil. En mayo de 1955, las autoridades jordanas evacuaron a los refugiados palestinos que se habían asentado en la Barta'a oriental para dificultar el contrabando con Israel. En marzo de 1956 tuvo lugar un importante incidente en la frontera que dio como resultado un policía israelí y cuatro ciudadanos jordanos muertos. Este y otros incidentes acabaron por imponer una frontera real entre ambas partes. Se construyó un canal que llevaba el agua del manantial en la Barta’a occidental al centro de la Barta’a oriental. En una ocasión, en 1964, un oficial jordano permitió durante tres horas el reencuentro entre los ciudadanos de ambas partes del pueblo.

### Israel - Ocupación israelí
Tras su victoria en la guerra de los Seis Días de 1967, Israel ocupó militarmente Cisjordania, la Franja de Gaza, Jerusalén Este, los Altos del Golán y la península del Sinaí. Salvo esta última, que fue devuelta a Egipto en el marco de los Acuerdos de Paz de Camp David en 1978, el resto siguen estado consideradas por la ONU a día de hoy como territorios ocupados. Como consecuencia de la ocupación israelí de Cisjordania, las dos partes de la aldea de Barta'a volvieron a unirse en una sola de manera informal, funcionando como una sola entidad municipal. Dado que gran parte de los habitantes de ambas partes de la aldea pertenecen al clan de la familia Kabha, esta "reunificación" de facto fue generalmente considerada como positiva por dichos habitantes. Los habitantes de la Barta'a oriental comenzaron a trabajar en Israel y la agricultura se convirtió en una segunda fuente de ingresos. Gracias a su proximidad y a sus lazos con Israel, el nivel de vida de la Barta'a oriental subió a una velocidad más alta que en el resto de Cisjordania. En 1978, Barta'a oriental fue conectada a una red eléctrica proveniente de generadores y en 1984 a la red eléctrica israelí. Los alumnos de Barta'a estudian en institutos de Ya'bad y Yenín.

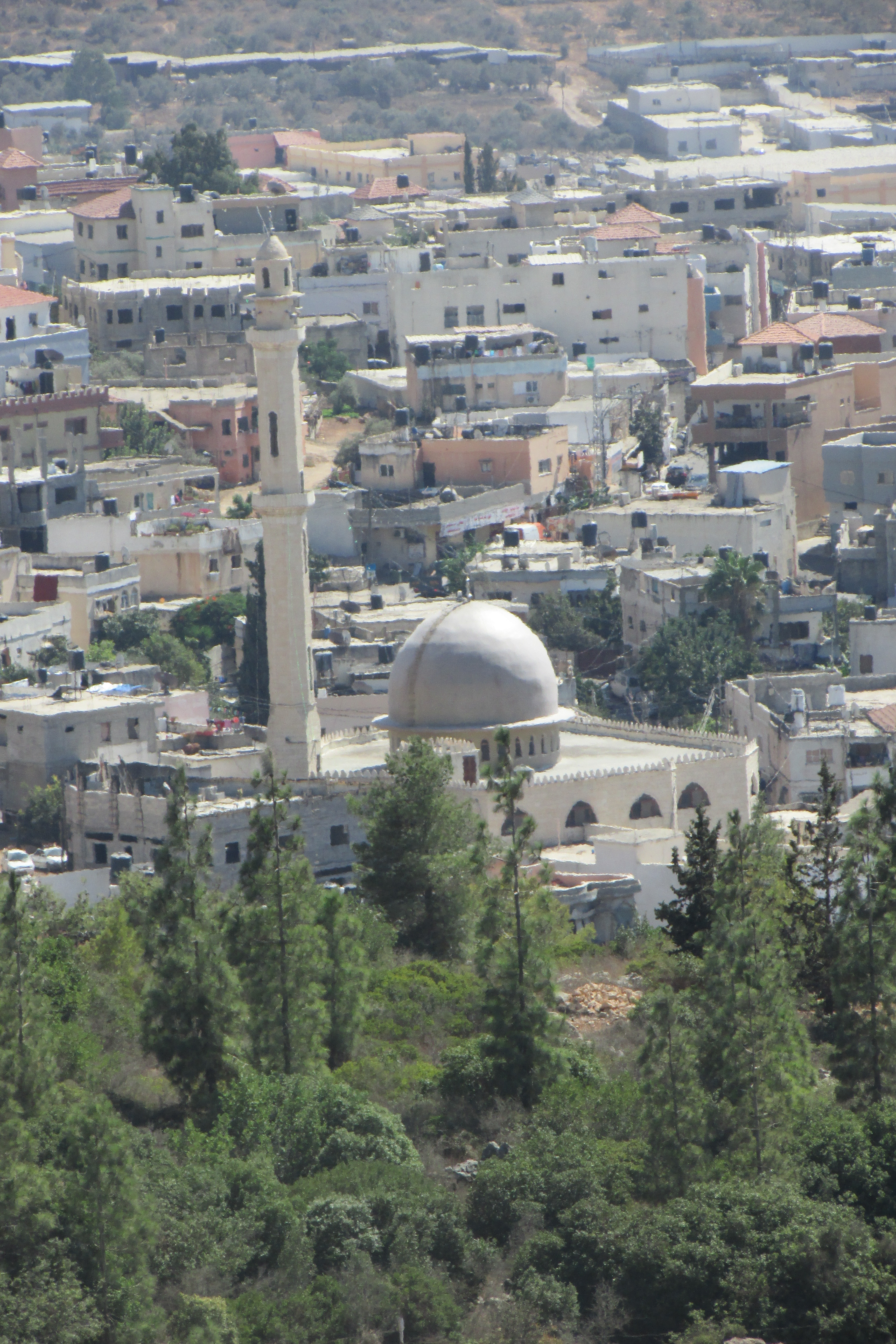
Mezquita de Barta'a

Tras el estallido de la Primera Intifada a finales de los años ochenta, a la gran mayoría de la población de la Barta’a oriental se le prohibió entrar en Israel, lo que incluía la Barta’a occidental. Durante la Segunda Intifada, el 18 de junio de 2002, un habitante de la Barta'a israelí llamado Ayman Kabha falleció en Jerusalén como consecuencia de la explosión de un hombre bomba palestino. Un año después, el 25 de julio de 2003, una familia de la Barta'a palestina esperaba en su coche en un control israelí cuando un tanque les disparó un proyectil por error; el niño de 3 años Mahmoud Jawdat Sharif Kabha murió a consecuencia de las heridas sufridas. Tras la Segunda Intifada, el pueblo de Barta'a se convirtió en un importante núcleo comercial para los residentes del Uadi Ara y para una parte importante de los habitantes de la Galilea, que viajan a esta ciudad para comprar bienes más baratos debido a los precios existentes en la Autoridad Nacional Palestina. Muchos empresarios cisjordanos, especialmente de las ciudades vecinas de Yenín y Tulkarem, reubicaron sus negocios en Barta'a, que forma parte de la Autoridad Nacional Palestina pero tiene acceso y proximidad a los mercados de la zona del Uadi Ara.
Con la construcción del muro israelí de separación, la Barta'a oriental se convirtió en un enclave al quedar del lado occidental de la muralla, por lo que las visitas de israelíes en busca de productos más baratos se incrementaron. Muchas de las casas del pueblo se convirtieron en tiendas y almacenes de merchandising, y unos cuantos de sus habitantes se enriquecieron. La barrera se comenzó a construir en 2003 e inicialmente dividió la parte israelí de la palestina a la misma vez que separaba (y sigue separando) a esta última del resto de Cisjordania. Desde entonces, aunque ya no hay una barrera física entre ambas partes, sus habitantes tienen prohibido entrar en Israel so pena de fuertes multas e incluso de cárcel; en cualquier caso, según el diario israelí Haaretz, la mayoría de la población hace caso omiso de estas restricciones. Su conexión con el resto de Cisjordania se encuentra severamente afectada por el muro, que solo pueden cruzar tras solicitar un permiso militar especial y tras varias horas de espera e inspecciones. A día de hoy, la ciudad se encuentra gobernada por dos ayuntamientos distintos: uno israelí y otro palestino.
Como consecuencia de la situación de enclave de la Barta'a palestina, la Media Luna Roja Palestina ha identificado una vulnerabilidad psicológica especialmente alta entre los niños y adolescentes de la Barta’a palestina, con altos niveles de depresión, dificultades del aprendizaje y fracaso escolar; en el caso de los adolescentes también se ha observado una mayor incidencia de comportamientos violentos, introversión y ansiedad.
En 2011 hubo una importante filtración de documentos clasificados relacionados con el proceso de paz entre palestinos e israelíes que se dio en llamar los papeles de Palestina. Esta filtración desveló la disponibilidad de Israel a ceder su parte de Barta’a a un futuro estado de Palestina a cambio de algunos de sus asentamientos en Cisjordania y Jerusalén Este. La posibilidad tuvo una acogida mixta en el pueblo; mientras que unos favorecieron la idea porque supondría la reunificación definitiva de Barta’a, otros decían identificarse ya con su nacionalidad israelí.
El 13 de mayo de 2023, un hombre de 32 años natural de Yenín, Ahmad Muhammad Taysir 'Atatri, fue abatido por soldados israelíes en Barta'a cuando, según estos, corrió hacia ellos con un cuchillo en la mano. 'Atatri recibió impactos de bala en el abdomen, la cadera y los muslos, y murió como consecuencia de las heridas.